# Quanzhen-Daoismus

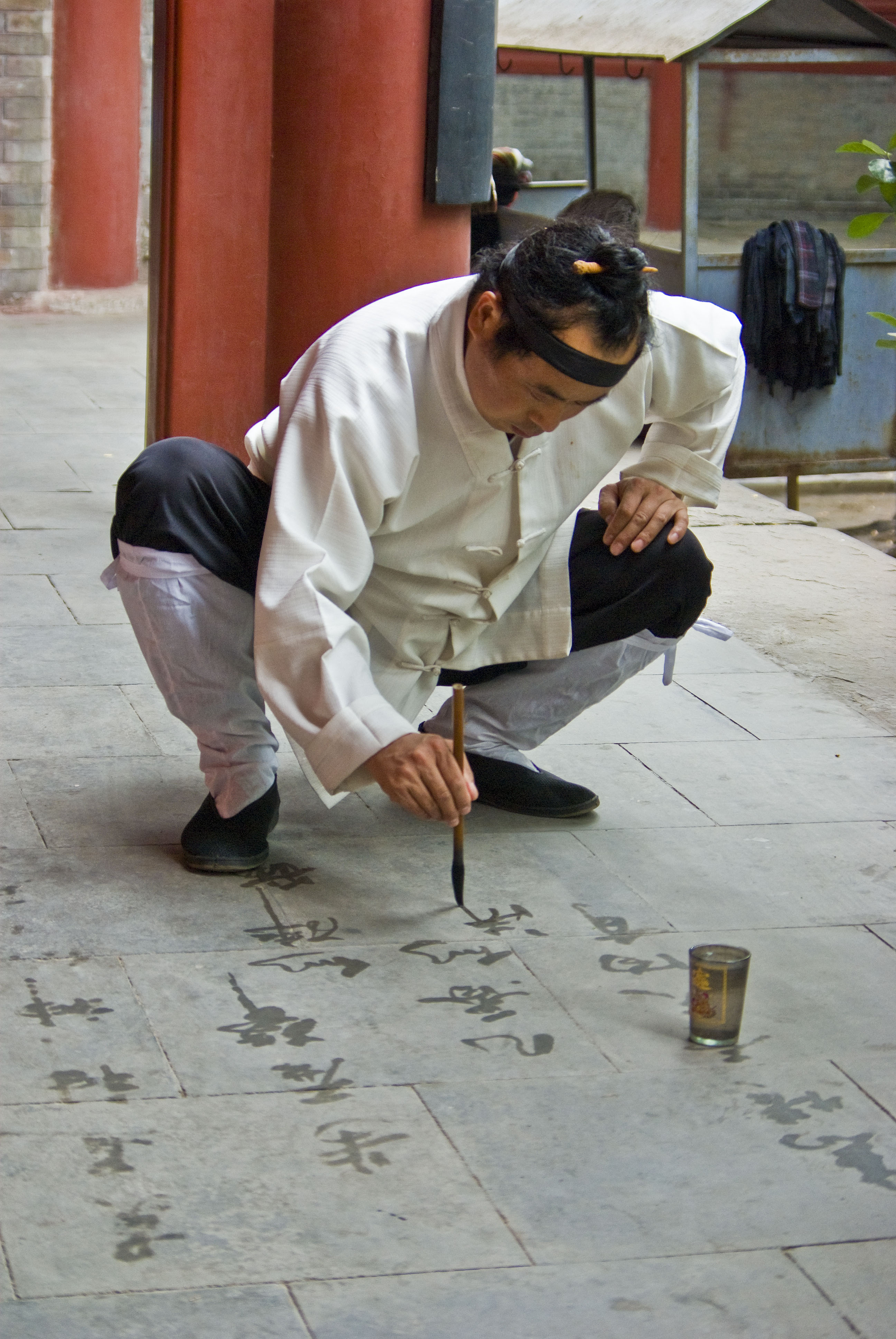
Daoistischer Mönch in Peking

Der Quanzhen-Daoismus (chinesisch 全真道, Pinyin quánzhēn dào, auch 全真教,  quánzhēn jiao) ist eine Schule des Daoismus. Quanzhen wird als Vollkommene Wirklichkeit oder Vollkommene Integrität übersetzt. Quanzhen wird auch als Schule der goldenen Blüte bezeichnet. Der Begründer dieser Schule war Wang Zhe (1112–1170), der auch Wang Chongyang genannt wurde. Der Spross einer Großgrundbesitzerfamilie war erfolglos bei den kaiserlichen Beamtenprüfungen, kam jedoch in ein militärisches Amt, das er im Alter von 47 Jahren aufgab. Während seiner Dienstzeit, so heißt es in den Annalen, ließ er oft Gnade vor Recht walten. Als die einfallenden Jurchen den Wohnsitz seiner Familie restlos plünderten, soll er sich persönlich für die Freilassung der festgenommenen Täter eingesetzt haben. Später verließ Wang Zhe seine Familie und zog sich in die Einsamkeit des Zhongnan-Gebirges zurück, wo er sich vollständig dem Daoismus widmete. Erst in seinen späten Jahren kehrte er aus den Bergen zurück und gründete anschließend diese Schule. Sieben Schüler Wang Zhes erlangten später eine große Bedeutung im Quanzhen-Daoismus.
Die im 12. Jahrhundert begründete Schule existiert bis heute in China als monastischer Orden. Die Lehren dieser Schule gehören zu Neidan, der inneren chinesischen Alchemie. Über einen Zeitraum von nur 50 Jahren wurde aus einer kleinen Gruppe von Asketen ein riesiger Orden und eine der einflussreichsten religiösen Bewegungen Chinas. Das Geheimnis dieses schnellen Erfolgs lag zum ersten in einer großen lehrdogmatischen Offenheit gegenüber den Buddhisten und Konfuzianern, zum zweiten in der radikalen Askeseübung der Ordensleute, welche das Volk offensichtlich beeindruckte, und schließlich drittens in der erfolgreichen Legenden- und Hagiographienbildung über die Gründergestalten der neuen Richtung. Quanzhen-Daoismus ist also eine Schule des Daoismus, die einen Synkretismus aus Konfuzianismus, Daoismus und Buddhismus vertritt. Konfuzianische Klassiker und buddhistische Sutren wurden gelesen und nach Vorbild des Chan wurde Wert auf daoistische Meditation und buddhistische Tugenden gelegt. 
Im Gegensatz zu anderen daoistischen Schulen, wie z. B. der Lingbao-Schule, geht es im Quanzhen nicht um die Enthüllung neuer Schriften oder das Aufführen liturgischer Rituale, sondern es handelt sich um einen Lebensweg, der auf Freiheit, Reinheit und Ruhe von Körper und Geist ausgerichtet ist. Auch die Erlangung von Unsterblichkeit spielt keine Rolle mehr, wie in anderen daoistischen Schulen, sondern es geht um Verinnerlichung und Vergeistigung. Die Quanzhen-Schule war die erste Schule des Daoismus, in der Mönche zölibatär in Klöstern lebten. Die Armut und Askese der Mönche stand in starkem Gegensatz zu Reichtum und Korruptheit der damaligen Daoisten.
Bücherwissen wird für diesen Weg als unbedeutend angesehen, und das höchste Ziel dieser Schule ist es, durch die Ansicht des eigenen Seins Buddha zu werden. Dies kann durch eine plötzliche Erkenntnis (siehe Satori) wie im Chan-Buddhismus passieren. Meditative Versenkung ist die grundlegende Übungsmethode. Zeitweise ziehen sich die Mönche und Nonnen für 100-tägige Intensivmeditationen in abgelegene Klausen zurück. Mit ihrem Fokus auf Reinheit und innerer Ruhe ähneln einige der Meditationspraktiken denen des Chan-Buddhismus. Es werden auch buddhistische Begriffe direkt übernommen, zum Beispiel zhenxing  für die wahre Natur und fashen als Bezeichnung des „Körpers des kosmischen Gesetzes“, im Buddhismus Dharmaleib (dharmakāya) genannt. Im Quanzhen geht es jedoch nicht um das Nirvana und die Auflösung des Egos in die Leere oder ein allumfassendes Ganzes. Die Meditierenden berichten stattdessen über Begegnungen mit Unsterblichen und außerweltlichen Wesenheiten. Bestimmte Erscheinungen und körperliche Veränderungen, wie die Ausbreitung innerer Ruhe oder plötzliche Erscheinungen, werden als Zeichen erreichter Verwirklichung und Bestätigung gedeutet, nämlich dass man höhere Stufen erreicht hat. Gemeint ist damit, dass der oder die Betroffene das kosmische Sein in seiner Gesamtheit repräsentiert und so das unsterbliche Dao verkörpert. Eine verbreitete Praxismethode im Quanzhen-Daoismus ist die dreistufige Übung zur Verbindung von Mensch und Himmel (qingxiufa). Im ersten Übungsschritt wird die Essenz in Qi verfeinert (lian jing hua qi), im zweiten das Qi in reinen Geist (lian qi hua shen) und im dritten das Qi in Leere aufgelöst (lian shen hua xu).Anders als im Zhengyi-Daoismus gibt es bei den Quanzhen-Daoisten keine Register, Talismane und Amulette.
Quanzhen-Daoisten verfügten häufig über eine hohe literarische Bildung und kamen aus gehobenen gesellschaftlichen Positionen. Sie übten verschiedene Berufe aus und wirkten teilweise auch als Spezialisten (Daoshi) für daoistische Rituale. Die Rituale, die auch am Kaiserhof aufgeführt wurden, entstammten dem Zhengyi- bzw. Himmelsmeister-Daoismus.